# Mikroregion Třešťsko
Mikroregion Třešťsko je svazek obcí v okresu Jihlava a okresu Pelhřimov, jeho sídlem je Třešť a jeho cílem je rozvoj regionu. Sdružuje celkem 18 obcí a byl založen v roce 2002.

## Obce sdružené v mikroregionu
- Batelov
- Hladov
- Hodice
- Jezdovice
- Jihlávka
- Kaliště
- Klatovec
- Kostelec
- Nový Rychnov
- Otín
- Panenská Rozsíčka
- Růžená
- Řásná
- Stonařov
- Švábov
- Třešť
- Třeštice
- Rohozná